# التطور: نظرية في أزمة
كتاب التطور: نظرية في أزمة (بالإنجليزية: Evolution: A Theory in Crisis)‏ كتاب أصدره مايكل دنتون عام 1985 وأثار الكثير من الجدل.

## التصميم الذكي
يَعد معهد دسكفري الكتاب أحد «المنشورات العلمية المراجعة التي تدعم نظرية التصميم الذكي» بالرغم من أن الكتاب لا يذكر التصميم الذكي.
نُشر هذا الكتاب قبل قرار المحكمة العليا للولايات المتحدة الأمريكية في قضية إدوَردز وآغِلارْد عام 1987، والذي قضى بعدم دستورية تدريس الخلقية في حصة العلوم في المدارس الحكومية، وكانت تلك القضية حافزًا لإنشاء حركة التصميم الذكي في أوائل تسعينات القرن الماضي. كان دنتون نفسه منخرطًا في الحركة لكنه غادرها لاحقًا. وجاء كتاب دنتون التالي «قَدَر الطبيعة» مناقضًا لكثير من النقاط المذكورة في كتاب «نظرية في أزمة».

## المحتوى
- لقد زعم داروين هذه المزاعم والادعاءات في كتابه أصل الأنواع دون أن يكون لها أي سند علمي تقوم عليه، وقد جاء في اعتراف مطول في فصل في كتابه تحت عنوان «المصاعب التي واجهت النظرية» ما مفاده أنها لم تعثر على إجابات لكثير من الأسئلة المحيّرة.
- إن المصاعب التي واجهت النظرية كان من المؤمل أن يزيلها التقدم العلمي، وكان من المنتظر أن تشكل الأبحاث العلمية الحديثة المتقدمة دعماً لنظرية داروين، ولكن النتائج الحديثة والبحوث الطبية جاءت على عكس المتوقّع، فالأسس التي كانت تعتمد عليها النظرية كانت تتهاوى وتتحطم الواحدة تلو الأخرى، وبالرغم من الدّعاية التي روجت لنظرية داروين إلاّ أن عالم الأحياء المشهور ميشيل دانتون ذكر في كتابه (نظرية في أزمة) أسباب انهيار نظرية التطور وأندحارها أمام العلم الحديث، ويمكن تلخيصها كالآتي:

1. لم تتمكن النظرية إلى حد الآن من إيجاد تفسير يستند على أساس علمي عن كيفية بداية الحياة على وجه كوكب الأرض.
2. إن ما عرضته نظرية التطور من آليات للتطور والنشوء والارتقاء لم تكن في حقيقة الأمر مولدة لأي تطور.
3. أثبتت المتحجرات الحديثة عكس ما زعمته سابقًا نظريّة التّطور.

- إن عدم صحة ادّعاء ظهور الحياة مصادفة، أثبته العلم في القرن العشرين حيث ان العلم تطوّر تطورا كبيرا وأظهر أنّ تفاصيل حياة الكائنات الحيّة معقدة في تصميمها، وهي ليست على النحو الذي ادّعاه أصحاب نظرية التطور، بل على العكس من ذلك تماما، وكان التطوريون يزعمون أن تكوين الخلية الحية بسيط جدا، ويمكن صناعة الخلية من خلال توفير المواد الكيمياوية اللازمة لذلك، بعد مرور فترة من الزمن يمكن الحصول عليها، ولكن التحاليل التي أجريت بواسطة المجهر الحديث الإلكتروني خلال القرن العشرين بينت لنا نتائج مختلفة تمامًا، ففي الخلية الحية يوجد برمجة وتصميم معقد بحيث لا يمكن أن تكون عبارة عن مصادفات، وهذا ما صرّح به عالم الرياضيات والفلكي الشهير الإنكليزي الأصل السيد فريد هويل قائلا في مؤتمر علمي: (إن في كومة من خردة الحديد أخذتها عاصفة هوجاء، ثم تناثرت هذه الخردة فكونت طائرة بوينغ 747 بالمصادفة)، إن مثل هذه النتيجة غير الممكنة والمستحيلة يصعب تصديقها، وكذلك الأمر بالنسبة إلى تكوين الخلايا الحية. ويمكن القول إنّ التشبيه غير كاف وذلك لأن الإنسان تقدم بحيث استطاع أن يصنع طائرة «بوينغ 747» ولكنّه مع تقدمه هذا لم يستطع أن يقوم بتركيب خلية حية واحدة في أي مصنع أو مختبر علمي. إنّ مثل هذا التركيب المعقد للخلية الحية لا يمكن أن يظهر مصادفة للوجود كما ادّعت النظرية، ومثلُها مثل الآلة لا يمكن أن تتكون من تلقاء ذاتها فيجب أن يكون هناك من يصنع وينتج هذه الآلة. وكل الكائنات الحية بأنواعها وجميع الموجودات الأخرى يجب أن يكون لها خالق وصانع، وهذا دليل على وجود الله الذي له القدرة على الخلق.
- وكما أن وجود الحيوانات والاحياء عموما وتكوّنها غير ممكن عن طريق المصادفة، فكذلك تطوّر الكائنات الحية بعضها إلى بعض غير ممكن، لأن الطبيعة وحدها لا تملك هذه القدرة، فالطبيعة ليست سوى ترابا؛ حجر وهواء وماء، أي أنها عبارة عن تجمّع لذرّات بعضها مع بعض، فالمصادفة تعني أن كومة من هذه المواد غير الحيّة، يمكنها أن تغيّر الخلية الحية إلى سمكة، ومن ثم تخرج السمكة إلى اليابسة وتتحول إلى نوع من أنواع الزواحف، ثم تتحول إلى طائر فيطير، وبعد كل هذا يتكون منها الإنسان، ولكن هذا ما لا تستطيع الطبيعة الجامدة أن تفعله.
- إن كتاب أصل الأنواع يجعل التطور ممكنا في ما يسمى بحركة النشوء والارتقاء (أي التّطور) الآلي. فهناك مفهوم واحد يروج له وهو الحركة الآلية: بمعنى الحركة الطبيعة. فالحركة الطبيعية تعني الانتقاء الطبيعي. وتعتمد على فكرة أن الأقوى القادر على التلاؤم مع الظروف الطبيعية هو الذي يستمر ويبقى، ومثال على ذلك قطيع حمار الوحشي الذي يكون تحت تهديد الأسد، فالذي يستطيع أن يجري بسرعة يمكنه أن يبقى على قيد الحياة، ولكن هذه الحركة لا تُحوّل الحمار الوحشي إلى نوع آخر مثلا كأن يصبح فيلا.

وبالإضافة إلى ذلك ليس هناك دليل مُشاهد على الحركة الآلية (النشوء والارتقاء) للكائنات الحية. وقد صرّح التطوري الانكليزي بلانتوللوك كولين باترسيون بهذه الحقيقة متأسفا ومعترفا بخطأ النظرية التطورية: (ليس هناك كائن استطاع أن يولّد نوعا جديدا من الأنواع الأخرى بواسطة الحركة الآلية للطبيعة، أي عن طريق النشوء والارتقاء من حيوان إلى آخر، وليس هناك أيّ كائن اقترب من هذا الاحتمال. واليوم هناك جدل كبير في أوساط التطوريين حول هذا الموضوع).
- لقد بُنيت نظرية التطوُّر على الملاحظات الشخصية وقوة التخيُّل في ظل تكنولوجيا بدائية، فلم يكن هناك علم الكيمياء الحيوية، ولا علم الوراثة، وهي تعتبر من العلوم الزائفة.

وهذه بعض إحدى الحقائق التي وضعت نظرية التطور في أزمة علمية. وبالإضافة إلى ذلك فإن أيّا من التطوّريين لم يقم بإثبات كون المخلوقات الحية ظهرت مُصادفة لحد الآن.

## ردود الأفعال
جاء نقد أطراف من المجتمع العلمي شديد السلبية، وهاجم عدد منها أخطاء في حجج دنتون. يصف عالم الأحياء والفيلسوف en:Michael Ghiselin الكتاب بأنه «كتبه كاتب واضح أنه غير كفؤ، أو غير أمين، أو كلاهما — وقد يكون من الصعب تحديد أحدها.» وأن «الحجج مثال فاضح على تجاهل المطلوب.»
قال عالم الأحياء والتر كومز الكاتب في لايبرري جورنل أن دنتون «يضع تفاصيل تساؤلات حقيقية، بعضها قديمة قدم نظرية دارون، وبعضها حديث كعلم الأحياء الجزيئي، ولكنه كذلك يحور أو يحرف» مسائل«أخرى». وقال أن «كثيرًا من الكتاب يبدو كثرثرة خلقوية، لكن ثمة بعض النقاط المثيرة كذلك». كتب مارك فلتك مقالة نشرت في أرشيف توك أورجنز فصل فيها الأسباب التي يرى أنها وراء فشل محاولات دنتون لتحدي علم الأحياء التطوري بشكل وافٍ، مؤكدًا على أن دنتون لم يتمكن من إضعاف أدلة التطور، ولا من برهنة أن آليات التطور الكبروي غير ممكنة في أصلها.
قدم فيليب سبيث أستاذ علم الوراثة في جامعة كاليفورنيا، بركلي نقدًا للكتاب قائلًا أن استنتاجاته "خاطئة" وأن الكتاب "لا يمكن أن ينجح مع أكثر المراجعات العلمية تعاطفًا" لأن "نظرية التطور فيه محرفة ومشوهة، والحجج الزائفة فيه تحاول نقض مواضيع متعلقة بها هامشيًا على أكثر تقدير، وعلماء الأحياء التطوريين مقتبسون فيه خارج السياق، وقد تجاهل أجزاء كبيرة من الكتابات العلمية وثيقة الصلة بالموضوع، وتظهر فيه مقولات ملتبسة أو غير دقيقة في صورة توكيدات صريحة عادة ما يرافقها الازدراء"."
نقد الخلقويون مثل جون أولر الأصغر من مؤسسة بحث الخلق وموقع إجابات في سفر التكوين كتاب مايكل دنتون نقدًا إيجابيًا. كما قال أنصار التصميم الذكي فيليب جونسون ومايكل بيهي أنهما رفضا التطور بعد قراءة الكتاب. قال التبريري المسيحي ومؤيد التصميم الذكي توماس وودوارد أن «على المسيحيين المهتمين بصراع العلم في استيعاب أصل الغلاف الحيوي بكل تنوعه أن يقرؤوا هذا الكتاب ويتأملوا في حججه».

## تساوي المسافات الجزيئية
كان مايكل دنتون أول من استخدم مصطلح تساوي المسافات الجزيئية في كتابه لنقد نظرية التطور. يمكن تحليل الاختلافات في تركيب البروتينات مثل سيتوكروم ج لإنشاء شجرة محتد تتطابق مع الأشجار التي أنشئت اعتمادًا على أدلة تصنيفية أخرى. لكن دنتون أشار إلى أنه عند حساب نسبة الاختلاف في تركيب سيتوكروم ج بين نوع معين وأنواع أخرى فإن التغيرات تكون منتظمة جدًا. مثلًا: الاختلاف بين سيتوكروم ج في الشبوط وبينه في الضفدع، والسلحفاة، والدجاجة، والأرنب، والحصان يكون ثابتًا بين 13% و14%. وكذلك فالاختلاف بين سيتوكروم ج في بكتيريا وفي الخميرة، والقمح، والعثة، والتونا، والحمامة، والحصان يتراوح بين 64% إلى 69%.
اقترح دنتون أن هذا يضعف من فكرة أن الأسماك أسلاف الضفادع، والضفادع أسلاف الزواحف، والزواحف أسلاف الثدييات. وإلا فأليس من المفترض أن يكون الاختلاف في تركيب سيتوكروم ج تصاعديًا بين السمكة والضفدع والزاحف والثديي؟ كيف تكون الاختلافات بين تركيب جزيء سيتوكروم ج على بعد «مسافة متساوية»؟ المغالطة في هذه الحجة هي أنه لا توجد «أحافير حية»، فكل الأنواع المعاصرة «أبناء عم» وليس بعضها أسلاف بعضها. الشبوط ليس سلف الضفدع، والضفادع ليست أسلاف السلاحف، والسلاحف ليست أسلاف الأرانب. الاختلافات في تركيب سيتوكروم ج كلها نسبية إلى السلف المشترك لكل هذه الأنواع المختلفة، وليس من الغريب أن يكون لها مستويات متقاربة من التشعب عن ذلك السلف المشترك.
فهم دنتون هذا الرد ولكنه قال أنه من غير المحتمل افتراض أن ساعة جزيئية كهذه يمكن أن تحافظ على ثباتها في سلالات مختلفة. لم يتفق معه العلماء العارفين بالساعات الجزيئية، لأن معايرة ساعة السيتوكروم مع السجلات الأحفورية أظهرت أنها موثوقة لدرجة عالية. كما أشاروا إلى أن اقتراحه الذي يقول بأن تساوي المسافات الجزيئية دليل على «تسيير» عملية التطور هو في ذاته افتراض أقل احتمالًا من الذي اعترض عليه. وجد النقاد من الصعب قبول آلية «مسيّرة» للتغييرات المحايدة في سيتوكروم ج، التي أنتجت بروتينات مختلفة تؤدي الوظيفة ذاتها. وُصفت استنتاجات دنتون بأنها «خاطئة» و«زائفة» وقال عالم الأحياء البحرية en:Wesley R. Elsberry أن كل الملاحظات المذكورة في الكتاب يمكن تفسيرها داخل الإطار الحديث للنظرية التطورية.

## كتب للمؤلف
- قدر الطبيعة